# Абакумов, Алексей Владимирович
Алексе́й Влади́мирович Абаку́мов (род. 6 июня 1963, Москва) — советский и российский журналист, радиоведущий, медиаменеджер, директор по развитию медиахолдинга РБК с июля 2017 года.

## Биография
Родился 6 июня 1963 года в Москве.
В 1985 году окончил факультет журналистики МГУ им. М. В. Ломоносова.
В 1985—1991 годах — корреспондент, ведущий программ, редактор Иновещания Гостелерадио СССР, Всемирной службы вещания на русском языке.
В 1991—1993 годах — ведущий и руководитель радиостанции «Голос России» (на русском языке), заместитель директора Дирекции информационных программ «Радио России». Вместе с коллегами по Иновещанию (Александром Нехорошевым, Владимиром Бабуриным) участвовал в создании информационного вещания «Радио России», в подготовке и сдаче в эксплуатацию информационного комплекса радиовещания ВГТРК.
С мая 1993 по февраль 1997 года — директор Дирекции информационных программ «Радио России».
С февраля 1997 года — заместитель главного редактора дирекции информационных и политических программ телевидения «Вести». Руководил утренними и дневными эфирами «Вестей».
С августа 1997 по 1998 год — директор «Радио России». Работал над изменением формата радиостанции, более динамичным вещанием: 5 января 1998 года в прямой эфир вышел новый информационно-музыкальный канал «Отражение». При этом сохранились традиционные для «Радио России» спектакли, культурологические, семейные и детские передачи. Весной 1998 года вернулся на телевидение, в редакцию программы «Вести».
С апреля 1998 года — главный редактор главной редакции информационных программ телевидения «Вести».
С августа 1999 по 2005 год — заместитель генерального директора дирекции информационных программ «Вести».
С 7 июля 2000 года по 2007 год — генеральный директор «Радио России».
С апреля 2005 по 2007 год — заместитель генерального директора ВГТРК.
С апреля 2007 года — заместитель генерального директора телекомпании «РЕН ТВ» по информационному вещанию. Главный редактор телекомпании «РЕН ТВ».
С апреля 2011 года — заместитель генерального директора телекомпании «РЕН ТВ» по специальным проектам.
С 2012 по 7 июля 2017 года — заместитель генерального директора группы компаний «Румедиа». Руководил выстраиванием взаимодействия между радиостанцией Business FM и интернет-порталом BFM.ru.
С июля 2017 года — директор по развитию медиахолдинга РосБизнесКонсалтинг (РБК). Ранее на РБК такой должности не существовало.

### Семья
Женат. Трое детей.

## Профессионально-общественная деятельность
Работал в зоне вооружённых конфликтов в СФРЮ (начало 1990-х), Албании (1991-1995), Ливии (2011). Автор и продюсер документальных фильмов.
В Чечне и Дагестане вёл переговоры об освобождении захваченных боевиками сотрудников «Радио России» и ИТАР-ТАСС. Заложники были освобождены в июне 1997 года.
Член Общественного совета при МВД России.
Являлся экспертом в «Школе молодого журналиста», организованной Алиной Кабаевой.
Входил в состав жюри национальной премии «Радиомания», всероссийского конкурса молодых журналистов «Медиакратия».

## Награды и премии
- 1993 — медаль «Защитнику свободной России» — за исполнение гражданского долга при защите демократии и конституционного строя 19—21 августа 1991 года[12]
- 1997 — медаль «В память 850-летия Москвы»[2]
- 2000 — представлен к ордену Почёта (за освещение событий в Чечне)[13]
- 2001 — Медаль ордена «За заслуги перед Отечеством» II степени — за большой вклад в развитие российского телевидения и радиовещания[2][14]
- 2001 — лауреат Национальной премии Петра Великого (диплом лучшего менеджера России)[15]
- 2006 — орден Дружбы — за заслуги в области культуры, печати, телерадиовещания и многолетнюю плодотворную работу[16][17]
- 2007 — серебряная медаль «За вклад в развитие уголовно-исправительной системы в России»[2]